# Charles Coffin

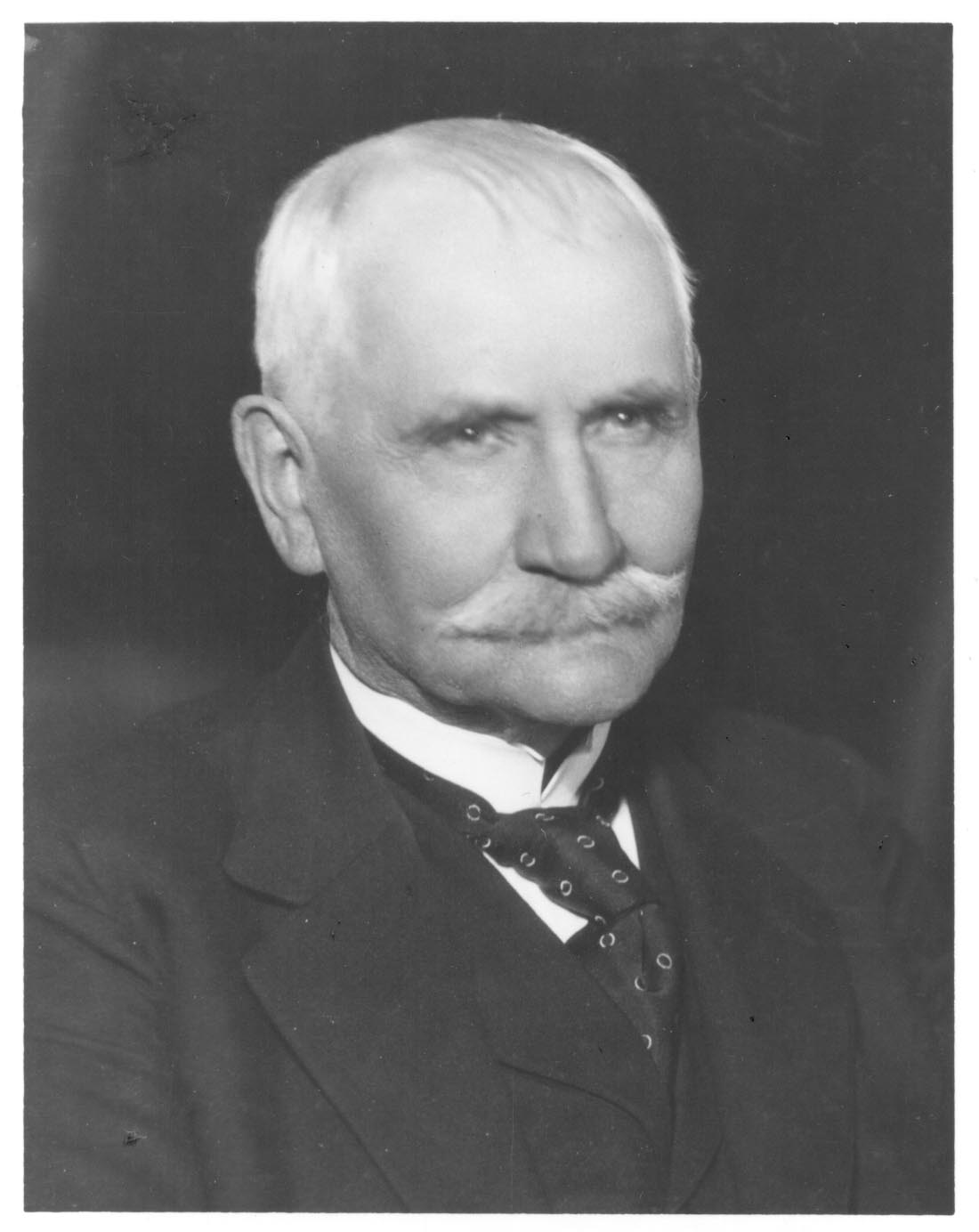
Charles Coffin

Charles Albert Coffin (Fairfield (Maine), 31 december 1844 – 14 juli 1926) was een Amerikaans zakenman en de eerste bestuursvoorzitter (CEO) van General Electric Corporation.

## Biografie
Charles Coffin was de zoon van Albert Coffin en Anstrus Varney. Op zijn achttiende verhuisde hij naar Lynn (Massachusetts) waar hij in dienst trad van zijn oom Charles E. Coffin, die een schoenenzaak had. Hier zou hij twintig jaar verblijven, om uiteindelijk zijn eigen schoenenfabriek te beginnen onder de naam Coffin and Clough.
In 1882 werd hij benaderd door een andere zakenman uit Lynn, Silas Barton, om het bedrijfje Elihu Thomson en Edwin Houston, de American Electric Company uit New Britain naar zijn stad te halen, te financieren en te leiden. Onder zijn leiding lukte het Coffin om het bedrijf, inmiddels omgedoopt tot de Thomson-Houston Electric Company, zo sterk te laten groeien dat het een gedegen concurrent werd van Thomas Edisons bedrijven.
Nadat beide bedrijven in 1892 waren gefuseerd tot General Electric (GE) werd Coffin benoemd tot de eerste bestuursvoorzitter van het concern, een positie die hij tot 1912 zou vervullen. Al snel kwam hij voor zijn grootste beproeving te staan toen het bedrijf tijdens de financiële crisis in 1893 zonder geld kwam te zitten. Coffin redde het bedrijf door met J. P. Morgan een deal overeen te komen waarbij New Yorkse banken geld gaven in ruil voor de aandelen in nutsbedrijven die GE in zijn bezit had.
Daarnaast wist hij met GE's grootste concurrent Westinghouse Electric Company, eind jaren 1890 een overeenkomst te sluiten over het delen van elkanders belangrijkste elektrotechnische patenten. Op aanraden van Charles Proteus Steinmetz en Thomson richtte hij in 1901 een onderzoekslaboratorium voor het concern op, het eerste industriële R&D-centrum in de Verenigde Staten.
Van 1913 tot aan pensionering in 1922 was hij voorzitter van de raad van bestuur van General Electric. Coffin was gehuwd met Caroline Russell uit Holbrook, en had drie kinderen. Hij overleed op 81-jarige leeftijd.